# Vultee XA-41
O Vultee XA-41 foi originalmente encomendado como um caça-bombardeiro. Após a experiência em combate, o Corpo Aéreo do Exército dos Estados Unidos acreditava que tais aeronaves eram muito vulneráveis a caças inimigos, decidindo então emendar o contrato para alterar a missão para um bombardeiro. Apesar do XA-41 ter um potente sistema de armas, o projeto foi ultrapassado por tecnologias mais modernas, não chegando a produção em série.

## Projeto e desenvolvimento
A equipe da Vultee Aircraft decidiu logo no começo do processo a construir o XA-41 (modelo da Vultee "90") em torno do motor Pratt & Whitney R-4360 de 3 000 hp (2 240 kW), um motor radial com 28 cilindros em quatro linhas. A grande asa do modelo 90 relembrava à do Vultee Model 72 - um caça-bombardeiro de dois assentos melhor conhecido como Vultee Vengeance (A-31/A-35) - incluindo um bordo de ataque reto, um bordo de fuga afunilando-se para frente e um diedro pronunciado nos painéis mais externos da asa.
Projetado para carregar grandes quantidades de carga tanto interna como externamente, o XA-41 era grande para uma aeronave monomotora. A cabine de pilotagem com um assento era alinhada com a raiz da asa, ficando a 4,6 m do chão quando o avião estava estacionado.  
Pelo fato das prioridades operacionais terem sido alteradas durante a fase de seu desenvolvimento, o pedido original de dois protótipos do XA-41 foi cancelado, apesar da USAAF ter pressionado pela conclusão de um protótipo, utilizando-o como teste do motor R-4360 (o mesmo motor utilizado no Boeing B-50 Superfortress).

## Histórico operacional

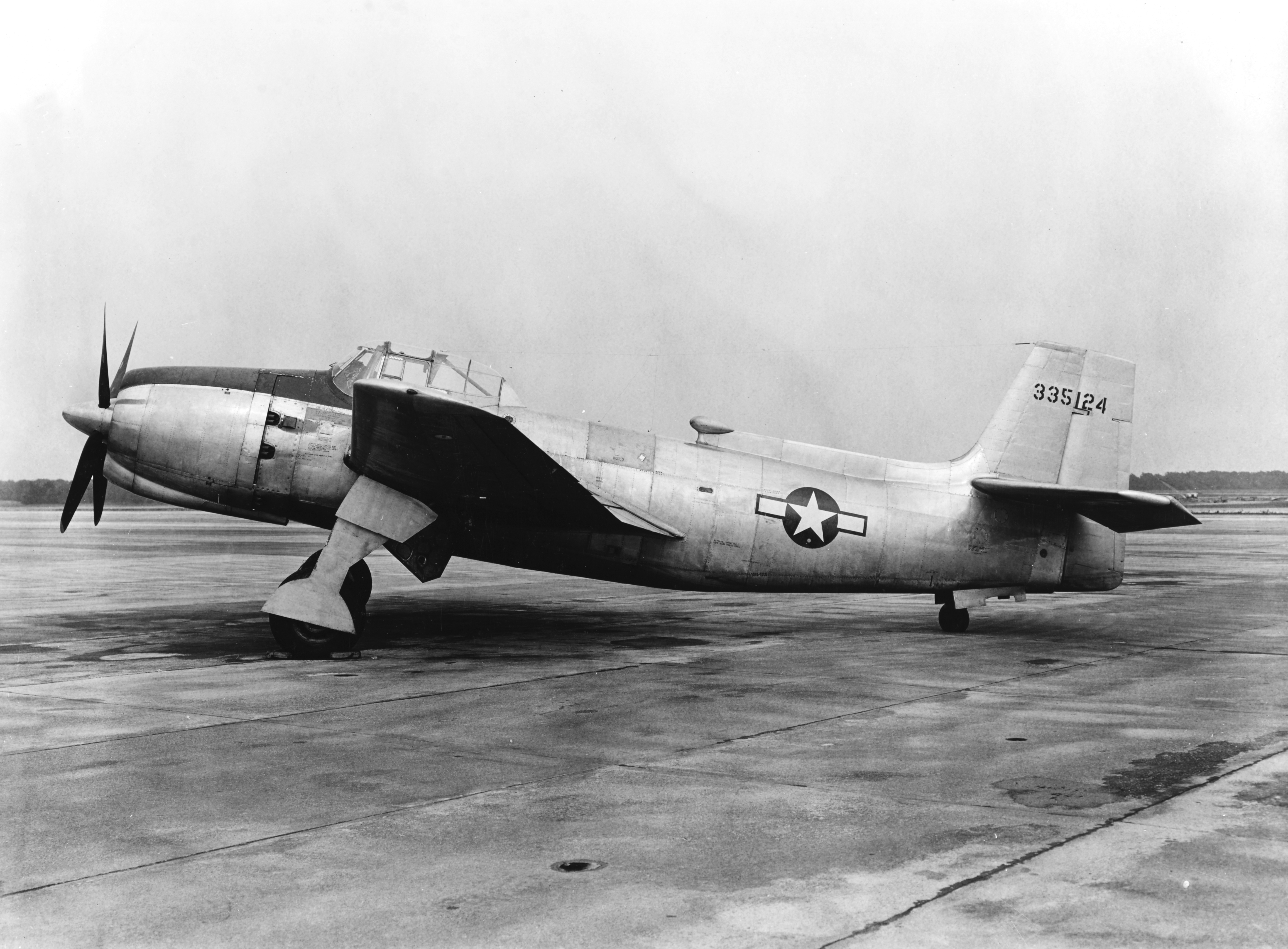
O XA-41 no Centro de Testes Aéreos Navais em Patuxent River, 18 de setembro de 1944.

Realizando seu primeiro voo em 11 de fevereiro de 1944, o único XA-41 (N/S 43-35124) provou ter um bom desempenho, atingindo uma velocidade máxima de 354 mph (570 km/h) e "manobrabilidade esplêndida, capaz de superar um P-51B Mustang". Entretanto, com a redução nos pedidos militares devido à aproximação do fim da Segunda Guerra Mundial, não foi realizado nenhum contrato de produção, com a aeronave sendo utilizada para testes de motores pela USAAF, além de ser avaliada pela Marinha dos Estados Unidos em comparação com outras aeronaves de ataque contemporâneas, especialmente o Douglas A-1 Skyraider e o Martin AM Mauler. Após os testes da marinha, o XA-41, utilizando a matrícula civil NX60373N, foi consignada para a divisão Pratt & Whitney da United Aircraft para continuar os testes de motores. Estes continuaram até 1950, antes do XA-41 ser sucateado.